# Karl von Lehndorff (Diplomat)

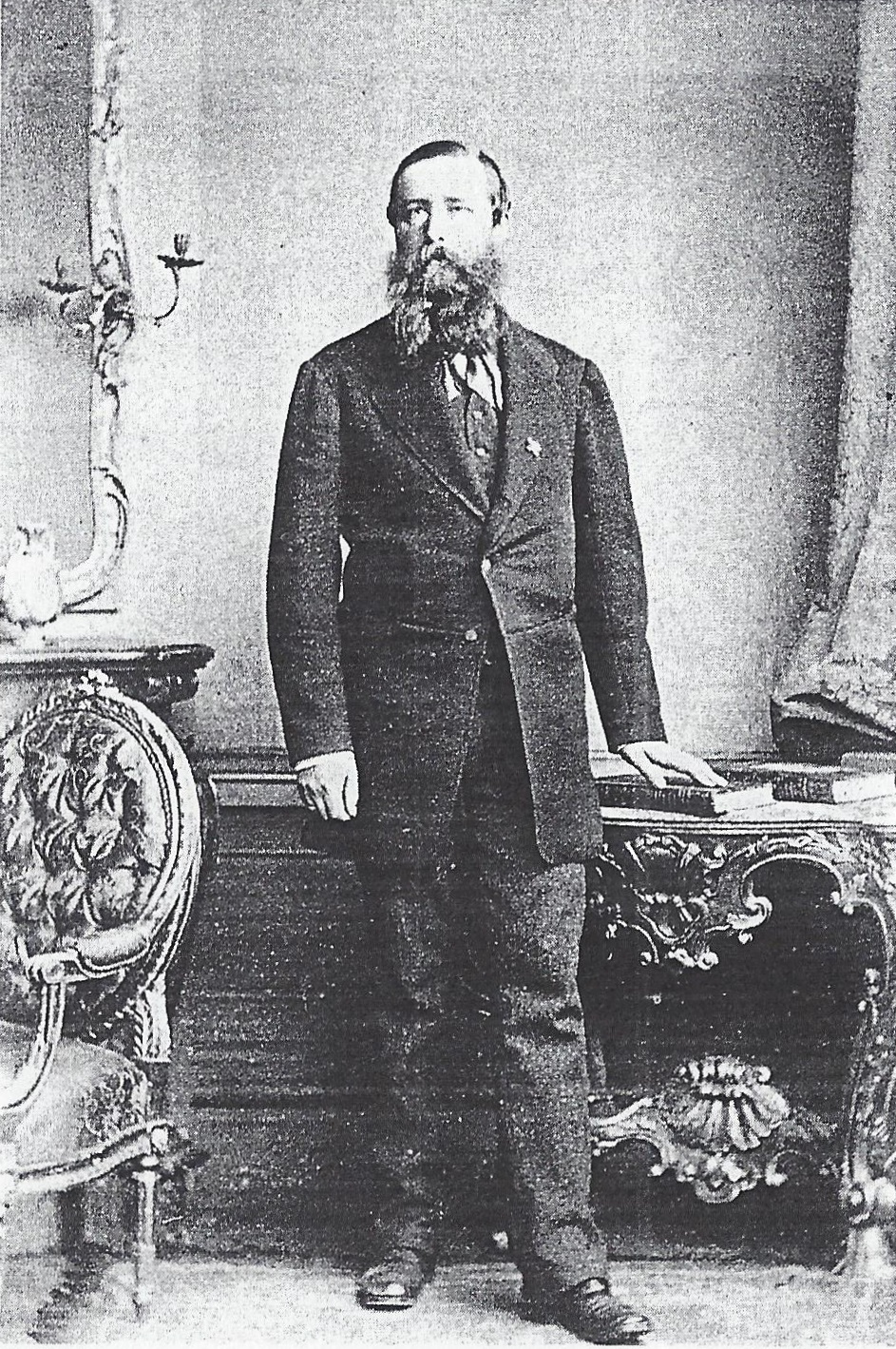
Graf Lehndorff

Karl Meinhard Graf von Lehndorff-Steinort (* 20. Oktober 1826 in Königsberg i. Pr.; † 28. Oktober 1883 in Riola (Vergato), Provinz Bologna) war ein deutscher Großgrundbesitzer in Ostpreußen.

## Leben
Lehndorffs Eltern waren Karl Ludwig Graf von Lehndorff, Generalleutnant und Landhofmeister im Königreich Preußen, und Pauline geb. Gräfin von Schlippenbach.
Karl Meinhard besuchte das Kneiphöfsche Gymnasium. Nach dem Abitur studierte er von 1844 bis 1848  an der Albertus-Universität Königsberg, der Rheinischen Friedrich-Wilhelms-Universität Bonn und der Friedrich-Wilhelms-Universität Berlin Rechtswissenschaft. Ostern 1844 wurde er Mitglied des Corps Borussia Bonn, das ihn im Sommer 1845 recipierte und Michaelis 1846 inaktivierte. Im Wintersemester 1844/45 war er im Corps Masovia Königsberg aktiv. Nach einer Verwaltungsausbildung als Auskultator in Insterburg und Königsberg trat er 1850 in den Diplomatischen Dienst der Krone Preußen. Zunächst war er Attaché an der Botschaft im Kaisertum Österreich in Wien, später Legationsrat an der Botschaft im Königreich Sachsen in Dresden. 1854 schied er aus dem Dienst aus, um als Erbherr das Familienfideikommiss Steinort zu übernehmen.
1866 nahm er als Major am Deutschen Krieg teil. Im Deutsch-Französischen Krieg war er Präfekt der Militärverwaltung in Amiens. Er war Vorsitzender des Verwaltungsrats der Ostpreußischen Südbahn. 1867 gehörte er zu den Gründern des Union-Klub in Hoppegarten.
Graf Lehndorff war 1859–1861 Mitglied des Preußischen Abgeordnetenhauses und von 1866 bis zu seinem Tode 1883 Mitglied des Preußischen Herrenhauses. Er saß im konstituierenden Reichstag des Norddeutschen Bundes.
Im Reichstag (Deutsches Kaiserreich) vertrat er bis 1874 als Abgeordneter den Reichstagswahlkreis Regierungsbezirk Gumbinnen 5. Im Parlament schloss er sich der Fraktion der Konservativen Partei (Preußen) an.
Lehndorff starb kurz nach seinem 57. Geburtstag und hinterließ seine Frau Anna Luise geb. Gräfin v. Hahn, zwei Töchter und einen Sohn, Karl. Karl wurde Besitzer der Fidekommissherschaft Steinort.